# María García Godoy
Pour les articles homonymes, voir Maria García (homonymie), García et Ramón.
María García Godoy ou Maica García Godoy, née le 17 octobre 1990 à Sabadell, est une joueuse espagnole de water-polo.
Elle est médaillée d'argent olympique en 2012 avec l'équipe d'Espagne de water-polo féminin.